# Paoča
Paoča je naseljeno mjesto u općini Čitluk, Federacija BiH, BiH.

## Povijest
Ime Paoča je slavenskog podrijetla. To pokazuje i jedan stećak iz groblja koji je postavljen vjerojatno krajem srednjeg vijeka. Osim toga Dubrovčani su 18. studenoga 1432. godine zapisali da su ljudi kneza Marka Grgurevića (Milatovića) i ljudi vojvode Vukašina Milatovića napali dubrovačku karavanu kod Paoče (a Chotaoze). Postoji vjerojatnost da se Paoča nekad zvala i Pavča.

## Stanovništvo

### 1991.
Nacionalni sastav stanovništva 1991. godine, bio je sljedeći:
ukupno: 456
- Hrvati - 454
- ostali, nepoznati i neopredijeljeni - 2

### 2013.
Nacionalni sastav stanovništva 2013. godine, bio je sljedeći:
ukupno: 427
- Hrvati - 427

## Znamenitosti
U Paoči se nalazi mala kapelica posvećena Bezgrješnom Začeću blažene Djevice Marije. Neprestanim radom i trudom mještana konačno je dovršena 1984. godine. Svake godine se na Bezgrješno Začeće, 8. prosinca, Paočani okupljaju oko kapelice u kojoj se slavi sv. misa.
Pored kapelice se nalazi i spomenik poginulim braniteljima iz Paoče, podignut 1996. godine. Paočani se diče svojim sumještaninom fra Didakom Buntićem, kojemu su 1995. podigli spomenik, rad akademskoga kipara Bernarda Pešorde. Spomenik je otkrio tadašnji ministar obrane Republike Hrvatske, Gojko Šušak.
Prema Šematizmu, djelu koje je 1867. godine napisao fra Petar Bakula, Paoča se osim "proizvodnjom izvrsnog vina", odlikuje i "velikim plemićkim grobljem", pri čemu je sigurno mislio na Krešića greblje.
Krešića greblje je srednjovjekovna nekropola u kojemu se nalazi petnaestak stećaka. Stećci su u obliku ploča i sanduka, a raspoređeni su u dvije grupe. Orijentirani su zapad-istok. Ukrašeni su rozetama. Stećci potječu iz kasnog srednjeg vijeka.

## Poznate osobe
- fra Didak Buntić
- fra Šimun Šito Ćorić
- Valentin Ćorić, hrv. političar
- Ivan Ćorić Ćora, hrv. književnik